# Hypercube
Pour les articles homonymes, voir Hypercube (homonymie).

Une projection d'un hypercube (dans une image bidimensionnelle).

Un hypercube est, en géométrie, un analogue n-dimensionnel d'un carré (n = 2) et d'un cube (n = 3). C'est une figure fermée, compacte, convexe constituée de groupes de segments parallèles opposés alignés dans chacune des dimensions de l'espace, à angle droit les uns par rapport aux autres.
Un hypercube n-dimensionnel est aussi appelé un n-cube. Le terme « polytope de mesure » a aussi été utilisé (notamment par Coxeter), mais il est tombé en désuétude. Enfin, le cas particulier du 4-cube est souvent désigné par le terme de tesseract.

## Définition
Si E est un espace euclidien de dimension n muni d'une base orthonormale, on définit un hypercube unité comme l'hypervolume délimité par les 2n points dans E ayant des coordonnées égales à 0 ou 1 reliés par des segments de droite. Les hypercubes sont les figures obtenues à partir de l'hypercube unité par des similitudes.

## Représenter un hypercube de dimensionn

Animation montrant comment construire un tesseract à partir d'un point.

Pour représenter un hypercube de dimension n, on procède comme suit :
- dimension 1 : un point est un hypercube de dimension zéro. Si l'on déplace ce point d'une longueur unité, il balaiera un segment de droite, qui est un hypercube unité de dimension 1

- dimension 2 : si l'on déplace ce segment d'une longueur unité dans une direction perpendiculaire à partir de lui-même ; il balaie un carré bidimensionnel.

- dimension 3 : si l'on déplace le carré d'une longueur unité dans la direction perpendiculaire à l'emplacement de celui-ci, il engendrera un cube tridimensionnel.

- dimension 4 : si on déplace le cube d'une longueur unité dans la quatrième dimension, il engendrera un hypercube unité quadridimensionnel (un tesseract unité).

(Dimension n > 3 : on trace un hypercube de dimension n – 1, on reproduit son image et on lie les points deux à deux.)
En résumé, la construction d'un hypercube se fait par la translation du cube de dimension inférieure selon un axe perpendiculaire aux dimensions de ce cube.

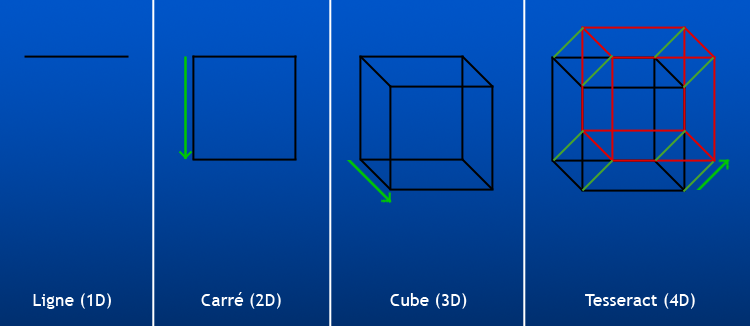
Chaque nouvelle dimension est perpendiculaire aux précédentes.

Les hypercubes constituent l'une des trois familles de polytopes réguliers qui sont représentés dans un nombre quelconque de dimensions (les deux autres sont les simplexes et les hyperoctaèdres).
Le polytope dual d’un hypercube est un hyperoctaèdre.
Le 1-squelette d’un hypercube est un graphe d'hypercube.
Une généralisation du cube aux dimensions n plus grandes que 3 est appelée un hypercube n-dimensionnel ou n-cube. Le tesseract est l'hypercube quadridimensionnel ou 4-cube. C'est un polytope régulier. C'est aussi un cas particulier de parallélotope : un hypercube est un parallélotope droit dont les arêtes sont de même longueur.

Un patron d'hypercube.

## 4 dimensions
Le 4-cube est également appelé tesseract, d'après Charles Howard Hinton.
D'après la formule de Sommerville (voir infra), le tesseract est composé de :
- 16 sommets ;
- 32 arêtes ;
- 24 faces planes carrées ;
- 8 faces tridimensionnelles cubiques (cubes).

Pour un 4-cube de côté c, on a les mesures suivantes :
- « volume » (quadridimensionnel) : c4 ;
- « surface externe » (tridimensionnelle) : 8c3 ;
- « aire totale » (bidimensionnelle) : 24c2.

Les faces d'un 4-cube sont :
- avant / arrière ;
- gauche / droite ;
- haut / bas ;
- ana / kata.

## ndimensions
Pour un n-cube de côté c :
- le volume est cn.
Si on le coupe en n tranches par des hyperplans perpendiculaires à la diagonale, les volumes des tranches sont les nombres d'Euler ;
- l'aire totale est Fn c2 avec Fn le nombre de 2-faces (voir infra) ;
- le polytope dual est l'hyperoctaèdre à n dimensions (appelé aussi n-polytope croisé).

## Éléments
En notant Nn,k le nombre de k-cubes sur la frontière d'un n-cube (qui est nul si k < 0 ou k > n et qui vaut 1 si k = n = 0), on a :
{\displaystyle N_{n,k}=2N_{n-1,k}+N_{n-1,k-1}}.
Par conséquent,
{\displaystyle \sum _{k=0}^{n}N_{n,k}X^{k}=\left(2+X\right)^{n}}
donc
{\displaystyle N_{n,k}=2^{n-k}{\binom {n}{k}}}.
Par exemple, dans un n-cube :
- le nombre Nn,2 = Fn de 2-faces est n(n – 1) 2n–3 ;
- le nombre Nn,n–1 de « côtés » est 2n (un segment 1-dimensionnel a deux points aux extrémités ; un carré 2-dimensionnel a quatre bords ; un cube 3-dimensionnel a 6 faces 2-dimensionnelles ; un hypercube 4-dimensionnel (tesseract) a 8 cellules).

| Noms                       | Graphe | Symbole de Schläfli Coxeter-Dynkin | Sommets (0-faces) | Arêtes (1-faces) | Faces (2-faces) | Cellules (3-faces)     | (4-faces)                     | (5-faces) |
| -------------------------- | ------ | ---------------------------------- | ----------------- | ---------------- | --------------- | ---------------------- | ----------------------------- | --------- |
| n-cube                     |        |                                    | 2n                | n 2n–1           | n(n – 1) 2n–3   | n(n – 1)(n – 2)/3 2n–4 | n(n – 1)(n – 2)(n – 3)/3 2n–7 | etc.      |
| 0-cube Point               |        |                                    | 1                 |                  |                 |                        |                               |           |
| 1-cube Segment             |        | {} ou {2}                          | 2                 | 1                |                 |                        |                               |           |
| 2-cube Carré Tétragone     |        | {4}                                | 4                 | 4                | 1               |                        |                               |           |
| 3-cube Cube Hexaèdre       |        | {4,3}                              | 8                 | 12               | 6               | 1                      |                               |           |
| 4-cube Tesseract Octachore |        | {4,3,3}                            | 16                | 32               | 24              | 8                      | 1                             |           |
| 5-cube Penteract           |        | {4,3,3,3}                          | 32                | 80               | 80              | 40                     | 10                            | 1         |

### Voisinage dans une grille d'hypercube
La formule précédente permet de répondre à la question : dans une grille régulière d'hypercubes, combien de voisins {\displaystyle v_{n}} possède un hypercube ? Il y a un voisin pour chaque élément de la frontière, c'est-à-dire, en utilisant la formule du binôme :
{\displaystyle v_{n}=\sum _{k=0}^{n-1}2^{n-k}{\binom {n}{k}}=3^{n}-1}.
On peut vérifier par exemple que chaque carré d'un pavage possède 32 – 1 = 8 voisins, ou que chaque cube d'un empilement régulier de cubes possède 33 – 1 = 26 voisins.

## Rotation d'unn-cube

Rotation d'un hypercube.

La définition des rotations dans un espace euclidien quelconque passe par l'algèbre linéaire, et leurs propriétés ne se déduisent pas aisément de celles des rotations en dimension 3. On montre cependant que, de même qu'il est possible de faire tourner un cube autour d'une de ses 12 arêtes (ou d'un axe quelconque), on peut faire tourner un tesseract autour d'une de ses 24 faces carrées (ou d'une surface quelconque)
et qu'un hypercube 5-dimensionnel peut tourner autour d'un de ses 40 cubes entier, etc.

## Représentations littéraires et artistiques
- Dans La maison biscornue, une nouvelle de science-fiction de Robert Heinlein, un architecte construit une maison dont le plan est un patron d'hypercube ; à la suite d'un tremblement de terre, la maison se replie pour devenir un véritable hypercube.
- Dans le film de science-fiction Cube 2, les héros sont enfermés dans un tesseract, ou du moins ils évoluent en se déplaçant d'un cube à l'autre parmi les faces de l'hypercube. D'un cube à l'autre, l'orientation de la pesanteur peut varier (en tout cas, les personnages le ressentent quand ils passent d'un cube à l'autre) le temps peut se dilater ou se contracter, et les personnages sont amenés à rencontrer des doubles d'eux-mêmes à cause de la superposition de futurs possibles. Mais le lien entre ces propriétés et le fait que l'histoire se déroule dans un tesseract n'est pas explicite et peut-être même inutile, la quatrième dimension étant plus abordée que l'hypercube en question.
- En architecture, l'Arche de la Défense près de Paris en France, est une projection en trois dimensions d'un hypercube de dimension 4.
- Le tableau Corpus hypercubus (Salvador Dalí, 1954) décrit un Jésus crucifié sur le patron d'un hypercube.
- Le roman Factoring Humanity (Robert J. Sawyer, 1998), abordant le thème de la communication avec une civilisation extraterrestre, décrit l'hypothèse selon laquelle les messages extraterrestres se présenteraient sous la forme d'un hypercube.
- Dans le jeu FEZ, le personnage de DOT (qui accompagne le héros) est la projection en 3D d'un hypercube.
- Dans la série britannique Doctor Who, saison 6 épisode 4, le Docteur reçoit un tesseract de la part d'un Seigneur du Temps  en détresse. Dans la série le tesseract agit comme un courrier électronique en audio/vidéo et également comme balise de localisation géo-spatio-temporel.